# Кантуль
Кантуль, Кантуля, Контуль, Кантела, Кантели, Кантеля, Кантули, Кантоля (фин. Kanttila, фин. Kantuli) — упразднённая деревня Шапкинского сельсовета Тосненского района Ленинградской области.
Ныне на этом месте располагается фермерское хозяйство массива «Кантуль» в урочище «Кантули» Нурминского сельского поселения.

## История
Центром округи, где располагалась деревня, было село Шапки, входившее в состав Никольско-Ярвосольского погоста Водской пятины Новгородской земли, затем вошли в состав Московского государства.
В XVII веке земля находилась под шведским владычеством, на картах деревня обозначалась как Kantula. В 1683 году был образован приход Järvisaari.
Деревня Кантеля (Кантули) отмечена в 1794 г. на карте Шлиссельбургского уезда.
На 1838 год деревня Шлиссельбургского 1-го стана находилась в 44 верстах от уездного города, в 27 верстах от места пребывания пристава. 21 человек мужского пола и 26 женского принадлежали полковнику Александру Дубянскому. В 1851 году имение унаследовала старшая дочь Любовь Александровна, в замужестве Маркова.
В справочнике Список населенных мест по сведениям 1862 г. указана деревня Кантола владельческая при колодце в Шлиссельбургском уезде 1-м стане, в 44 вёрстах от Шлиссельбурга и становой квартиры. Дворов — 9, мужчин — 23, женщин — 26.
На 1905 год деревня Кантола (Кантуль) составляла самостоятельное Кантульское сельское общество Шапкинской волости, 1 зем. Уч., 1 стан уезда.
В деревне работала земская Кантульская школа.
С 1917 года деревня входила в Кантульский сельсовет Шапкинской волости Шлиссельбургского уезда.
В январе 1922 — феврале 1923 — в Нечепертский сельсовет, Шапкинская волость, Шлиссельбургский уезд.
В феврале 1923 — феврале 1927 — в Нечепертский сельсовет, Лезьенская волость, Ленинградский уезд.
В 1920-е годах артель «Кантула» на территории сельсовета отмечена как самая успешно работающая.
В феврале — августе 1927 деревня входила в Нечепертский сельсовет, Ульяновская волость, Ленинградский уезд.
В августе 1927 — ноябре 1928 — в Нечепертский сельсовет, Колпинский район, Ленинградский округ.
В ноябре 1928 — августе 1930 — в Эстонский сельсовет, Колпинский район, Ленинградский округ.
В документах середины 1920-х годов значится, что деревня Кантули — финская.
В августе 1930 года был образован Тосненский район, куда и вошёл сельсовет.
В марте 1938 года была закрыта приходская церковь в Шапках.
В феврале 1939 года сельсовет как национальный был ликвидирован и присоединен к Шапкинскому сельсовету.
На 1940 год проживало 126 человек. Действовал колхоз «Кантуль».
В сентябре 1941 года деревня была оккупирована, в январе 1944 г. освобождена. В войну сгорело здание приходской церкви в Шапках, осталось только лютеранское кладбище.
После войны деревня не была восстановлена.

## География
Протекают притоки Войтоловки — по южной окраине Липцерка, с северо-востока — Ольховка.